# La Fille de la jungle
Pour plus de détails, voir Fiche technique et Distribution.
La Fille de la jungle (Incontro nell'ultimo paradiso) est un film italien réalisé par Umberto Lenzi et sorti en 1982,.

## Synopsis
Ringo et Butch sont deux jeunes américains qui partent explorer la forêt en République dominicaine. Pour ce faire, ils louent d'abord un bateau pour naviguer sur le grand fleuve. Mais ils se font emporter dans des rapides et perdent leur équipement. Déboussolés, ils sont capturés par une tribu d'indigènes, qui est bientôt attaquée par des pillards à la recherche de rubis.
Ringo et Butch parviennent à se mettre à l'abri en s'enfuyant avec Susan, une jeune fille blonde qui a grandi seule dans la jungle depuis qu'elle a réchappé enfant d'un accident d'avion. Ringo trouve alors un vieil hélicoptère à moitié détruit, qui appartenait aux parents de Susan, et parvient à le réparer. Pendant ce temps, Butch tombe amoureux de la jeune fille...

## Fiche technique
Sauf indication contraire, les informations mentionnées dans cette section peuvent être confirmées par la base de données cinématographiques IMDb,  présente dans la section « Liens externes ».
- Titre français : La Fille de la jungle ou Rencontre dans le dernier paradis[3]
- Titre original italien : Incontro nell'ultimo paradiso[4]
- Réalisation : Umberto Lenzi
- Scénario : Giovanni Lombardo Radice, Marina Garroni
- Photographie : Giovanni Bergamini
- Montage : Vincenzo Tomassi (it)
- Musique : Budy Maglione, Fiamma Maglione (it)
- Effets spéciaux : Gino Dei Rossi
- Décors : Angelo Santucci
- Trucages : Franco Di Girolamo
- Société de production : National Cinematografica, Nuova Dania Cinematografica
- Pays de production :  Italie
- Langue originale : italien
- Format : Couleur - 1,78:1 - Son mono - 35 mm
- Durée : 90 minutes (1 h 30[4])
- Genre : Film d'aventures
- Dates de sortie :
  - Italie : 14 août 1982
  - France : 1983

## Distribution
- Sabrina Siani : Susan
- Rodolfo Bigotti (it) : Ringo
- Renato Miracco : Butch
- Mario Pedone (it) : Un complice de Dupré
- Wai Laung
- Salvatore Borgese : Dupré